# Tim Macartney-Snape
Tim Macartney-Snape, född 5 januari 1956 i Tanzania, är en australisk bergsbestigare. Han har en australisk mor och en brittisk far. 1967 flyttade familjen till Australien och Macartney-Snape fick australiskt medborgarskap. Idag bor han 10 mil sydväst om Sydney och arbetar som biolog på Australian National University.

## Bestigning av Mount Everest
År 1984 besteg Macartney-Snape Mount Everest via The Great Norton Coulior på nordsidan av berget som förste person tillsammans med Greg Mortimer. Tillsammans nådde de toppen utan syrgas. Den bestigningen anses stor i Mount Everests historia.
År 1990 blev Macartney-Snape först att av egen kraft ta sig till toppen från havsytan. 
Macartney-Snape har även bestigit Gasherbrum IV via en ny led.